# Rubí de Bracamonte
Rubí de Bracamonte è un comune spagnolo di 328 abitanti situato nella comunità autonoma di Castiglia e León.